# 2018年美國職棒大聯盟選秀
2018年美國職棒大聯盟選秀為大聯盟第54屆選秀，在美國時間6月4日至6日舉行。底特律老虎和舊金山巨人去年都是64勝98敗，最後由老虎順利抽中選秀狀元籤。最後他們選擇凱西·麥茲做為該年的首輪選秀狀元。
2019年9月9日，小熊隊將尼可·霍爾納拉上大聯盟，使其成為該屆選秀會首位登上大聯盟的選手。

## 第一輪選秀
圖示
|   | 入選明星賽或年度最佳陣容的球員 |
| * | 並未簽約的球員                 |

| 選秀順位 | 球員              | 球隊             | 位置   | 畢業學校             |
| -------- | ----------------- | ---------------- | ------ | -------------------- |
| 1        | 凱西·麥茲         | 底特律老虎       | 投手   | 奧本大學             |
| 2        | 喬伊·巴特         | 舊金山巨人       | 捕手   | 喬治亞理工學院       |
| 3        | 艾列克·波姆       | 費城費城人       | 三壘手 | 衛奇塔州立大學       |
| 4        | 尼克·麥崔葛爾     | 芝加哥白襪       | 游擊手 | 俄勒岡州立大學       |
| 5        | 喬納森·印迪亞     | 辛辛那提紅人     | 三壘手 | 佛羅里達大學         |
| 6        | 傑瑞德·凱爾尼克   | 紐約大都會       | 外野手 | 西沃基肖高中         |
| 7        | 萊恩·威瑟斯       | 聖地牙哥教士     | 投手   | 羅瑞托高中           |
| 8        | 卡特·史都華*      | 亞特蘭大勇士     | 投手   | 歐加利高中           |
| 9        | 凱勒·莫瑞         | 奧克蘭運動家     | 外野手 | 奧克拉荷馬大學       |
| 10       | 崔維斯·史瓦格提   | 匹茲堡海盜       | 外野手 | 南阿拉巴馬大學       |
| 11       | 葛雷森·羅德里奎茲 | 巴爾的摩金鶯     | 投手   | 中央高地高中         |
| 12       | 喬丹·葛羅山斯     | 多倫多藍鳥       | 游擊手 | 馬格諾里亞高中       |
| 13       | 康納·史考特       | 邁阿密馬林魚     | 外野手 | 普蘭特高中           |
| 14       | 羅根·吉爾伯特     | 西雅圖水手       | 投手   | 史丹森大學           |
| 15       | 柯爾·溫恩         | 德州遊騎兵       | 投手   | 橘郡路德高中         |
| 16       | 馬修·李伯拉托爾   | 坦帕灣光芒       | 投手   | 山嶺高中             |
| 17       | 喬丁·亞當斯       | 洛杉磯天使       | 外野手 | 綠希高中             |
| 18       | 布萊迪·辛格       | 堪薩斯市皇家     | 投手   | 佛羅里達大學         |
| 19       | 諾蘭·高爾曼       | 聖路易紅雀       | 三壘手 | 珊卓拉·戴·歐康納高中 |
| 20       | 崔佛·拉納克       | 明尼蘇達雙城     | 外野手 | 俄勒岡州立大學       |
| 21       | 布萊斯·圖朗       | 密爾瓦基釀酒人   | 游擊手 | 聖地牙哥高中         |
| 22       | 萊恩·羅里森       | 科羅拉多洛磯     | 投手   | 密西西比大學         |
| 23       | 安東尼·塞格勒     | 紐約洋基         | 捕手   | 卡特斯維爾高中       |
| 24       | 尼可·霍爾納       | 芝加哥小熊       | 游擊手 | 史丹佛大學           |
| 25       | 麥特·麥克連*      | 亞利桑那響尾蛇   | 游擊手 | 貝克曼高中           |
| 26       | 崔斯頓·卡薩斯     | 波士頓紅襪       | 內野手 | 美國遺產高中         |
| 27       | 梅森·迪納伯格     | 華盛頓國民       | 投手   | 梅瑞特島高中         |
| 28       | 塞斯·畢爾         | 休士頓太空人     | 外野手 | 克萊門森大學         |
| 29       | 波·奈勒           | 克里夫蘭印地安人 | 捕手   | 聖貞德天主教中學     |
| 30       | J·T·基恩*         | 洛杉磯道奇       | 投手   | 布蘭登高中           |

### 第一輪補充選秀
| 選秀順位 | 球員            | 球隊             | 位置   | 畢業學校       |
| -------- | --------------- | ---------------- | ------ | -------------- |
| 31       | 沙恩·麥克拉納罕 | 坦帕灣光芒       | 投手   | 南佛羅里達大學 |
| 32       | 尼克·施奈爾     | 坦帕灣光芒       | 外野手 | 羅恩卡利高中   |
| 33       | 傑克森·科瓦     | 堪薩斯市皇家     | 投手   | 佛羅里達大學   |
| 34       | 丹尼爾·林奇     | 堪薩斯市皇家     | 投手   | 維吉尼亞大學   |
| 35       | 伊森·漢金斯     | 克里夫蘭印地安人 | 投手   | 佛塞斯中央高中 |

### A輪平衡選秀
| 選秀順位 | 球員            | 球隊           | 位置   | 畢業學校       |
| -------- | --------------- | -------------- | ------ | -------------- |
| 36       | 古納·霍格隆德*  | 坦帕灣光芒     | 投手   | 菲維高中       |
| 37       | 卡丁·葛雷尼爾   | 辛辛那提紅人   | 游擊手 | 俄勒岡州立大學 |
| 38       | 賽維爾·愛德華茲 | 奧克蘭運動家   | 游擊手 | 北布羅瓦德預校 |
| 39       | 傑克·麥卡錫     | 密爾瓦基釀酒人 | 外野手 | 維吉尼亞大學   |
| 40       | 克里斯·布比奇   | 明尼蘇達雙城   | 投手   | 史丹佛大學     |
| 41       | 藍尼·托雷斯     | 邁阿密馬林魚   | 投手   | 比肯高中       |
| 42       | 葛蘭特·拉維格涅 | 邁阿密馬林魚   | 一壘手 | 貝德佛高中     |
| 43       | 葛里芬·羅伯茲   | 邁阿密馬林魚   | 投手   | 威克森林大學   |

## 其他著名球員
- 帕克·米多斯（英语：Parker Meadows）, 第2輪, 44順位被底特律老虎選走
- 尚恩·傑利（英语：Sean Hjelle）, 第2輪, 45順位被舊金山巨人選走
- 希米昂·伍茲·理查森（英语：Simeon Woods Richardson）, 第2輪, 48順位被紐約大都會選走
- 葛里芬·柯奈恩（英语：Griffin Conine）, 第2輪, 52順位被多倫多藍鳥選走

- 萊恩·傑佛斯（英语：Ryan Jeffers）, 第2輪, 59順位被明尼蘇達雙城選走
- 艾列克·湯瑪斯（英语：Alek Thomas）, 第2輪, 63順位被亞利桑那響尾蛇選走
- 尼克·桑德林（英语：Nick Sandlin）, 第2輪, 63順位被克里夫蘭印地安人選走
- 麥可·葛洛夫（英语：Michael Grove）, 第2輪, 68順位被洛杉磯道奇選走
- 喬塞亞·葛雷（英语：Josiah Gray）, B輪, 72順位被辛辛那提紅人選走
- 寇迪·克萊門斯（英语：Kody Clemens）, 第3輪, 79順位被底特律老虎選走
- 歐文·米勒, 第3輪, 84順位被聖地牙哥教士選走
- 霍根·哈里斯（英语：Hogan Harris）, 第3輪, 85順位被奧克蘭運動家選走
- 加爾·勞雷, 第3輪, 90順位被西雅圖水手選走
- 凱爾·伊斯貝爾（英语：Kyle Isbel）, 第3輪, 94順位被堪薩斯市皇家選走
- 傑瑞米·佩尼亞, 第3輪, 102順位被休士頓太空人選走
- 瑞奇·帕拉休斯（英语：Richie Palacios）, 第3輪, 103順位被克里夫蘭印地安人選走
- 崔斯頓·貝克（英语：Tristan Beck）, 第4輪, 112順位被亞特蘭大勇士選走
- 尼克·佛泰斯（英语：Nick Fortes）, 第4輪, 117順位被邁阿密馬林魚選走
- 凱爾·布拉迪許, 第4輪, 121順位被洛杉磯天使選走
- 亞倫·艾許比, 第4輪, 125順位被密爾瓦基釀酒人選走
- 萊恩·費爾特納, 第4輪, 126順位被科羅拉多洛磯選走
- 伊森·羅伯茲（英语：Ethan Roberts）, 第4輪, 128順位被芝加哥小熊選走
- 萊恩·魏斯, 第4輪, 129順位被亞利桑那響尾蛇選走
- 傑克·厄文（英语：Jake Irvin）, 第4輪, 131順位被華盛頓國民選走
- 麥特·維爾林（英语：Matt Vierling）, 第5輪, 137順位被費城費城人選走
- 塔哲·布萊德利（英语：Taj Bradley）, 第5輪, 150順位被坦帕灣光芒選走
- 柯爾·桑茲（英语：Cole Sands）, 第5輪, 154順位被明尼蘇達雙城選走
- 傑克·伯德（英语：Jake Bird (baseball)）, 第5輪, 156順位被科羅拉多洛磯選走
- 布蘭登·洛克里吉（英语：Brandon Lockridge）, 第5輪, 157順位被紐約洋基選走
- 史蒂文·關, 第5輪, 163順位被克里夫蘭印地安人選走
- 勞倫斯·巴特勒（英语：Lawrence Butler (baseball)）, 第6輪, 173順位被奧克蘭運動家選走
- 艾迪森·巴傑（英语：Addison Barger）, 第6輪, 176順位被多倫多藍鳥選走
- 奧斯汀·華倫（英语：Austin Warren (baseball)）, 第6輪, 181順位被洛杉磯天使選走
- 德魯·拉斯穆森, 第6輪, 185順位被密爾瓦基釀酒人選走
- 喬·萊恩, 第7輪, 210順位被坦帕灣光芒選走
- 布倫丹·多諾文（英语：Brendan Donovan）, 第7輪, 213順位被聖路易紅雀選走
- 大衛·弗萊 (棒球員), 第7輪, 215順位被密爾瓦基釀酒人選走
- 傑倫·杜蘭, 第7輪, 220順位被波士頓紅襪選走
- 詹姆斯·奧特曼（英语：James Outman）, 第7輪, 224順位被洛杉磯道奇選走
- 泰洛爾·梅吉爾（英语：Tylor Megill）, 第8輪, 230順位被紐約大都會選走
- 拉斯·努特巴爾, 第8輪, 243順位被聖路易紅雀選走
- 塔里克·史庫柏, 第9輪, 255順位被底特律老虎選走
- 查斯·舒加特（英语：Chase Shugart）, 第12輪, 370順位被波士頓紅襪選走
- 瑞斯·歐森（英语：Reese Olson）, 第13輪, 395順位被密爾瓦基釀酒人選走
- 尚恩·杜賓（英语：Shawn Dubin）, 第13輪, 402順位被休士頓太空人選走
- 戴維斯·馬丁（英语：Davis Martin）, 第13輪, 408順位被芝加哥白襪選走
- 維克多·佛德尼克（英语：Victor Vodnik）, 第14輪, 412順位被亞特蘭大勇士選走
- 格斯·瓦蘭德（英语：Gus Varland）, 第14輪, 413順位被奧克蘭運動家選走
- J·P·法蘭斯（英语：J. P. France）, 第14輪, 432順位被休士頓太空人選走
- 柯林·塞爾比（英语：Colin Selby）, 第16輪, 474順位被匹茲堡海盜選走
- 艾力士·維西亞（英语：Alex Vesia）, 第17輪, 507順位被邁阿密馬林魚選走
- 凱爾·萊希（英语：Kyle Leahy）, 第17輪, 513順位被聖路易紅雀選走
- 羅根·歐霍比（英语：Logan O'Hoppe）, 第23輪, 677順位被費城費城人選走
- 米奇·賈斯珀（英语：Mickey Gasper）, 第27輪, 817順位被亞特蘭大勇士選走

## 補償選秀
1. ↑  因亞力士·柯布加入金鶯隊而得到補償選秀
2. ↑  因去年選秀未能簽下德魯·拉斯穆森而得到補償選秀
3. ↑  因洛倫佐·肯恩加入釀酒人隊而得到補償選秀
4. ↑  因艾瑞克·霍斯摩加入教士隊而得到補償選秀
5. ↑  因卡洛斯·桑塔納加入費城人隊而得到補償選秀

## 外部連結
- 2018 Major League Baseball draft Official Site

| 前任： 羅伊斯·路易士 | 第一輪選秀球員 凱西·麥茲 | 繼任： 艾德利·拉奇曼 |